# De gåvor som du ger oss
De gåvor som du ger oss är en psalm med text skriven 1950 av Mia Hellström och musik skriven 1985 av Roland Forsberg. Texten bearbetades 1986.

## Publicerad i
- Psalmer och Sånger 1987 som nr 692 under rubriken "Tillsammans i världen".[1]